# 烏山嶺引水隧道
烏山嶺引水隧道，又稱為烏山嶺隧道為一座橫跨於臺南市楠西區與東山區的引水隧道，這條隧道是烏山頭水庫自曾文溪越域引水以及串聯台灣電力公司曾文發電廠以及嘉南實業西口水力發電廠發電用水的主要引水管道，目前烏山嶺引水隧道共分為新線與舊線兩條，並都由嘉南農田水利會進行管理與維護。其中，舊線部分是臺灣日治時期著名的水利工程師八田與一所規畫興建使用至今，新線於2021年完工啟用。

## 沿革

### 舊線

#### 緣起
臺灣日治時期，為灌溉廣大的嘉南平原，因此，當時由水利工程師八田與一規劃興建一系列的灌溉水利工程，稱為嘉南大圳。其中，最主要的烏山頭貯水池（現稱為烏山頭水庫）在1920年正式動工，於1930年完工開始蓄水。然而，因作為烏山頭貯水池水源的官田溪其溪水流量不大，無法滿足水庫蓄水的要求。因此八田與一計畫將鄰近流量更大的曾文溪溪水翻越烏山嶺匯集到烏山頭貯水池中，是為烏山嶺引水隧道。

#### 興建
烏山嶺引水隧道工程在1922年2月開始動工興建，隧道總長3公里，並且全體工程項目還包含隧道東口與西口兩端的明渠、暗渠以及水閘門等工程。在施工過程中，由於烏山嶺的地質破碎，加上斷層帶經過，導致山體內富含大量天然氣，因此挖掘期間發生過數次爆炸意外。其中在12月6日施工挖掘時所發生的爆炸事件也造成50多名在場的施工人員傷亡，為此，八田與一一再變更隧道工程的設計，才終於避開危險區域順利貫通。

#### 完工
烏山嶺引水隧道歷經7年之久的工期，最終在1929年11月12日正式完工。

### 新線

#### 緣起

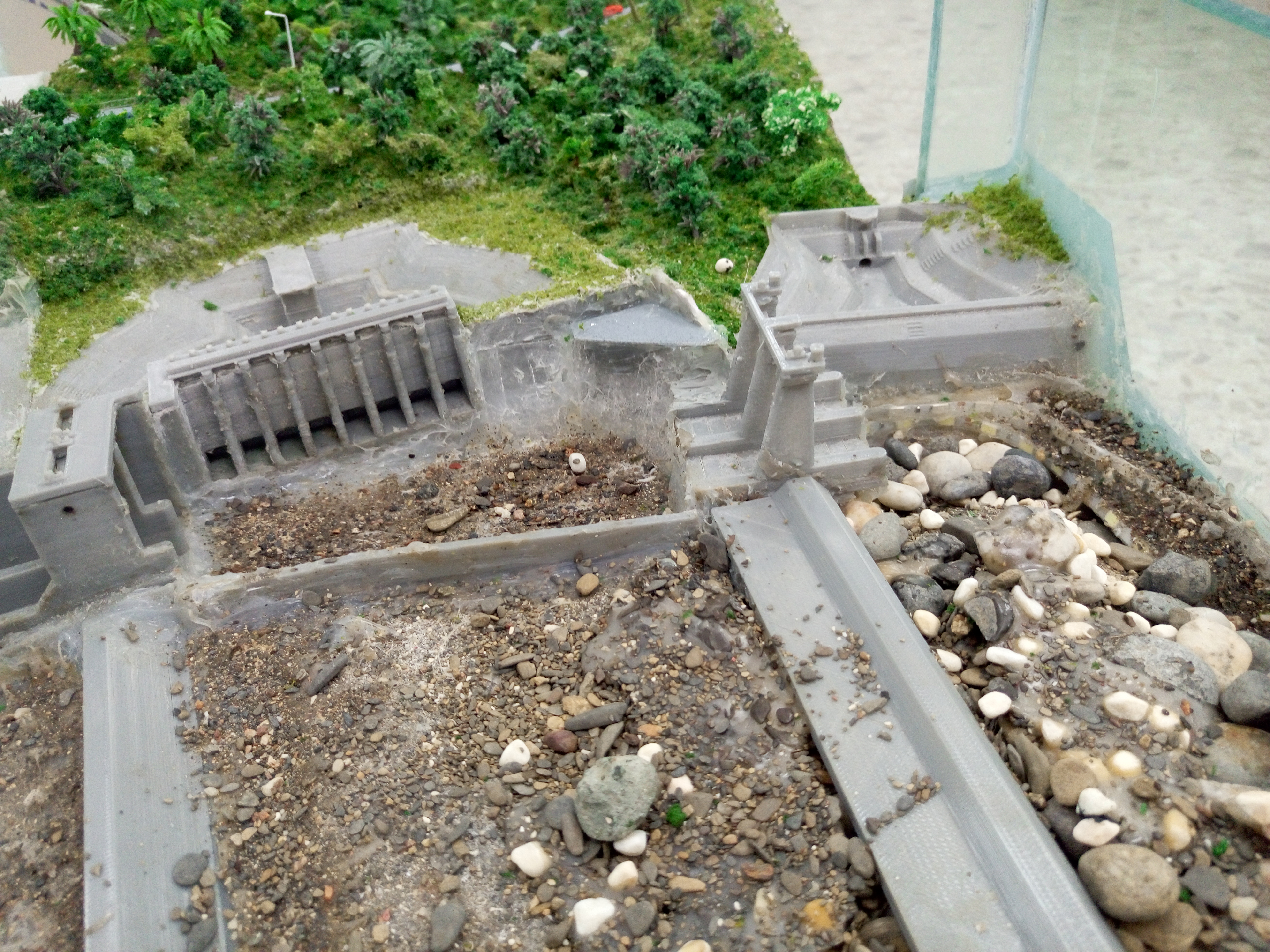
烏山嶺引水隧道 新線設計模型。
照片中，右邊之進水口為舊線，左邊之進水口為新線。

烏山嶺引水隧道自1929年11月完工啟用以來，已將近83年的歷史，雖嘉南農田水利會仍持續維持隧道的結構，然而隧道的輸水量由原日治時期設計的每秒56立方公尺已降到每秒40立方公尺，其輸水能力已明顯不足，加上隧道主體已出現裂縫、漏水以及淺層滑動等現象，為防止原烏山嶺引水隧道發生突發的隧道崩塌導致無法輸水。因此嘉南農田水利會乃提出了在烏山嶺水隧道舊線下游另開鑿一條新的引水隧道，稱為新烏山嶺引水隧道。
新烏山嶺引水隧道的計畫內容為，在烏山嶺隧道舊線東口的東口攔河堰下游約80公尺處新建一座攔河堰，並新建新進水口一座，將曾文溪溪水以西南側烏山嶺之山脊為隧道入口引水至西口，直到於烏山頭水庫主流左岸出洞，水出洞後流入既有的西口堰調整池供西口水力發電廠發電使用，該項興建計畫也獲得經濟部水利署同意補助新臺幣30億元的興建經費。
新烏山嶺引水隧道的興建計畫由嘉南農田水利會提出後，送交至行政院環保署進行環境影響評估審查，然而，因隧道新線的選線鄰近斷層帶，因此曾引起環保團體擔憂隧道興建的安全及完善應變措施。於環保署環評大會8日有條件通過此案。2011年11月，獲得環評專案小組「有條件通過」的初審。2012年2月8日上午，環保署召開第214次環評大會，於會中有條件正式通過新烏山嶺引水隧道的興建計畫，隨即開始動工。

#### 興建

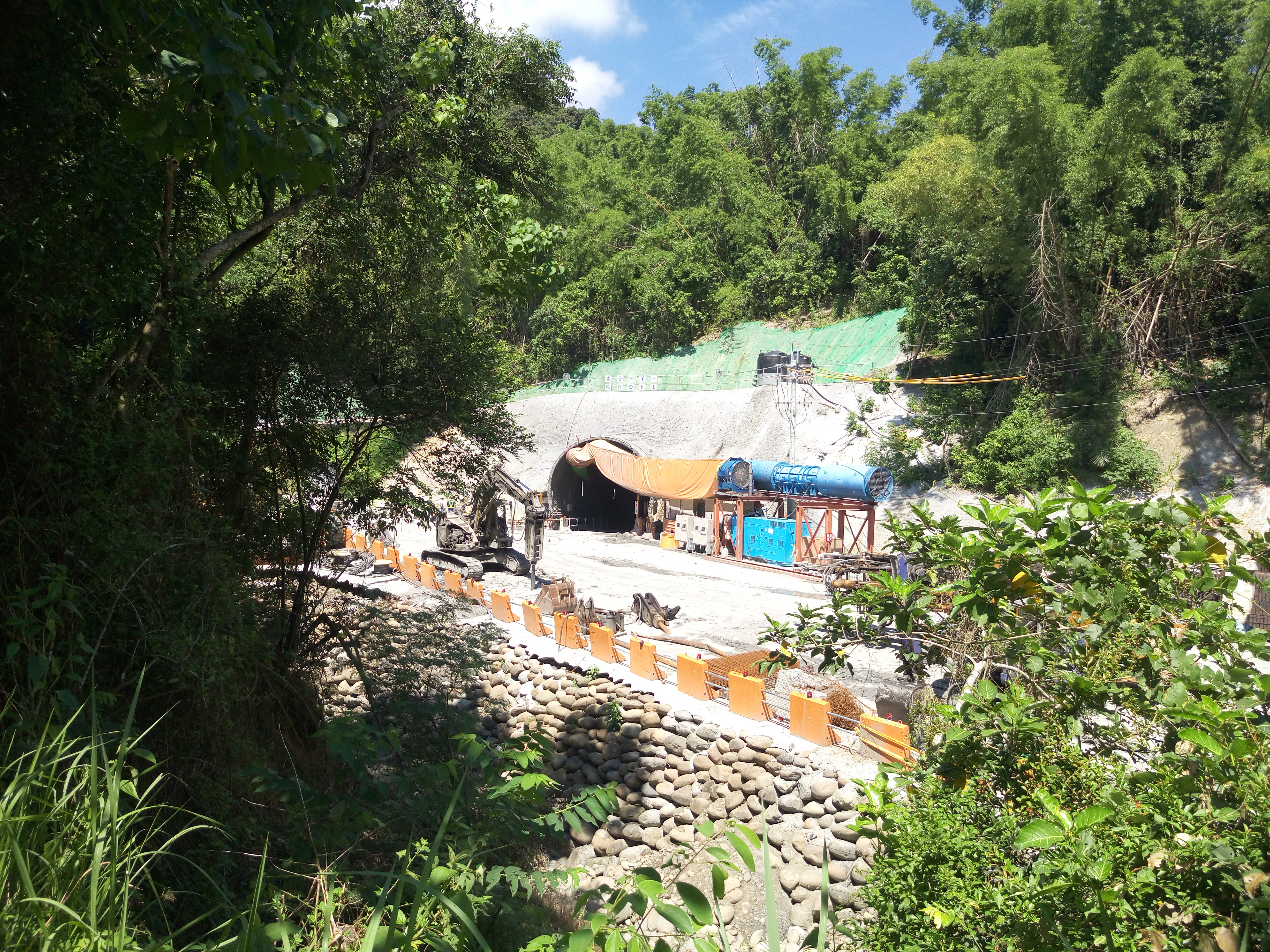
新烏山嶺引水隧道 東口施工橫坑。

新烏山嶺引水隧道在2013年底正式動工，預定於2016年5月完工。2015年4月16日，嘉南農田水利會向環保署提交環評變更內容對照表，然而，審查的環評委員認為環評變更後，隧道挖掘時所產生的棄土外運等問題仍需要更詳細的說明，因此決議要求嘉南農田水利會補件再審。新線於2020年完工，2021年啟用。

## 技術資訊
| 烏山嶺引水隧道平面圖 |

| 隧道名稱 | 新線                   | 舊線                                           | 資料來源： |
| 隧道長度 | 3,100公尺              | 3,479公尺                                      | 資料來源： |
| 隧道斷面 | 標準馬蹄型             | 標準馬蹄型                                     | 資料來源： |
| 隧道直徑 | 5.4公尺                |                                                | 資料來源： |
| 隧道結構 | 混凝土襯砌             | 仰拱為混凝土襯砌，側牆為砌磚                   | 資料來源： |
| 輸水量   | 設計流量每秒56立方公尺 | 設計流量每秒56立方公尺（目前剩每秒40立方公尺） | 資料來源： |

## 照片集

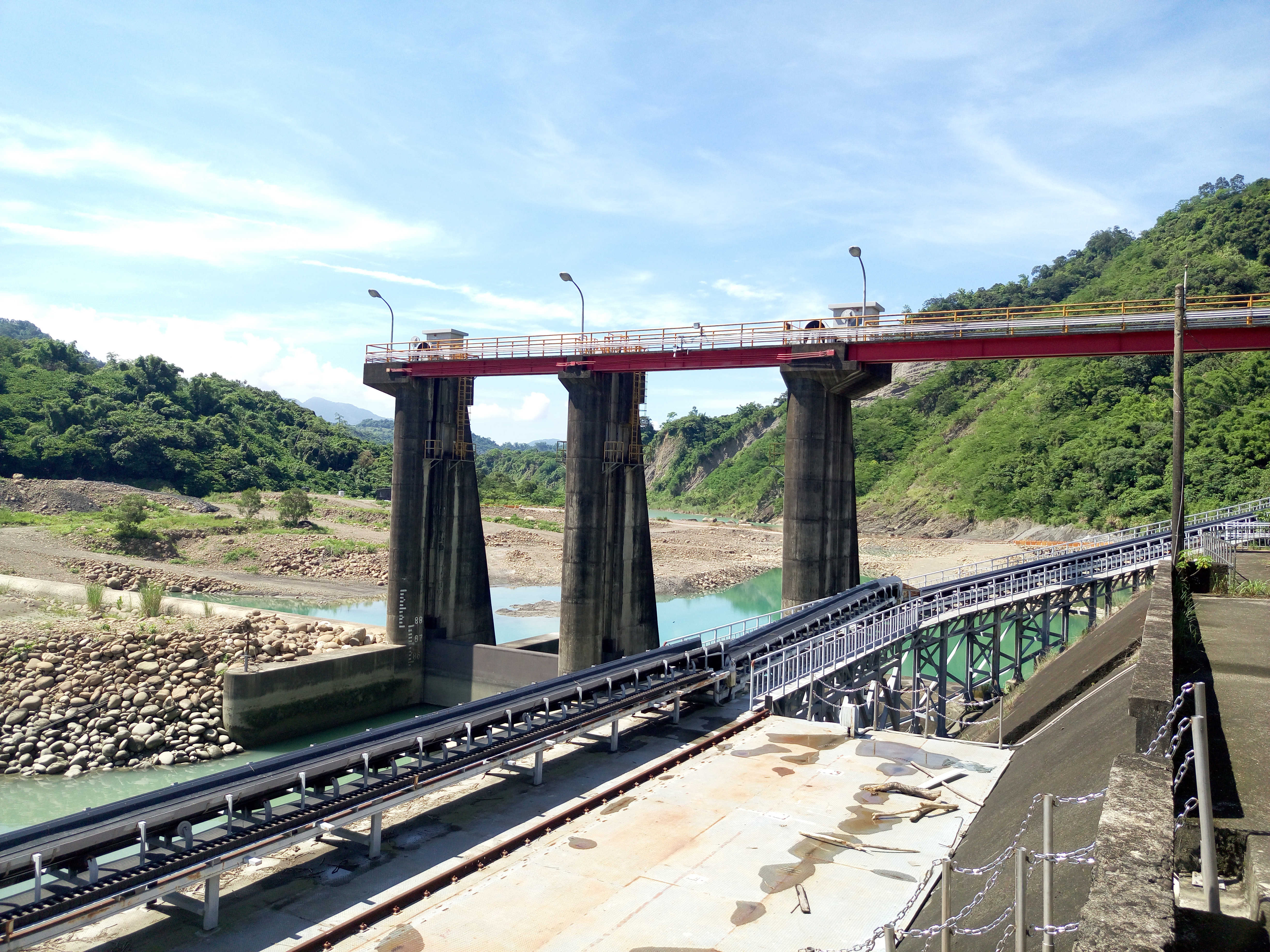
烏山嶺引水隧道 舊線東口攔河堰排沙門
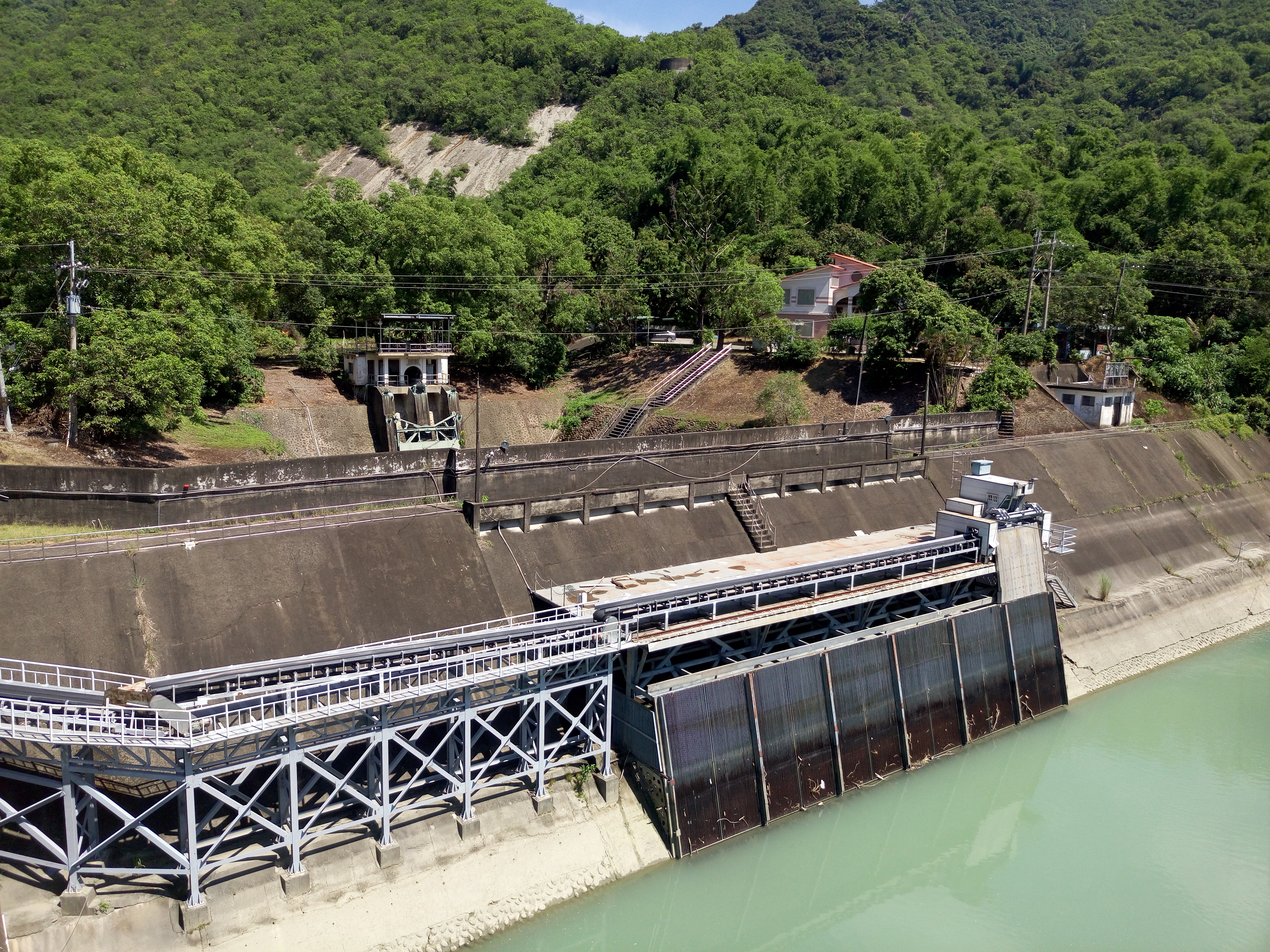
烏山嶺引水隧道 舊線東口進水口正面
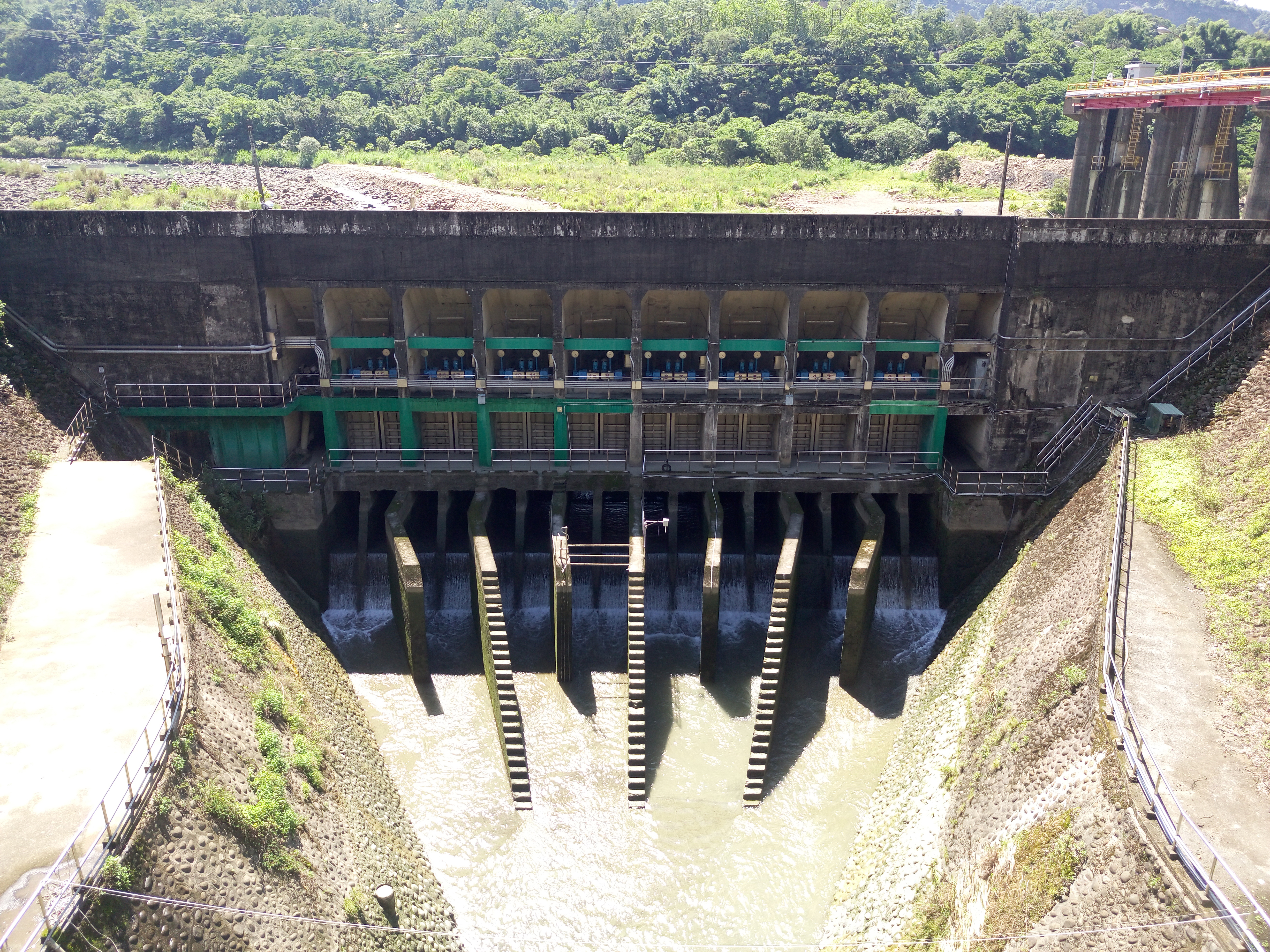
烏山嶺引水隧道 舊線東口進水口背面
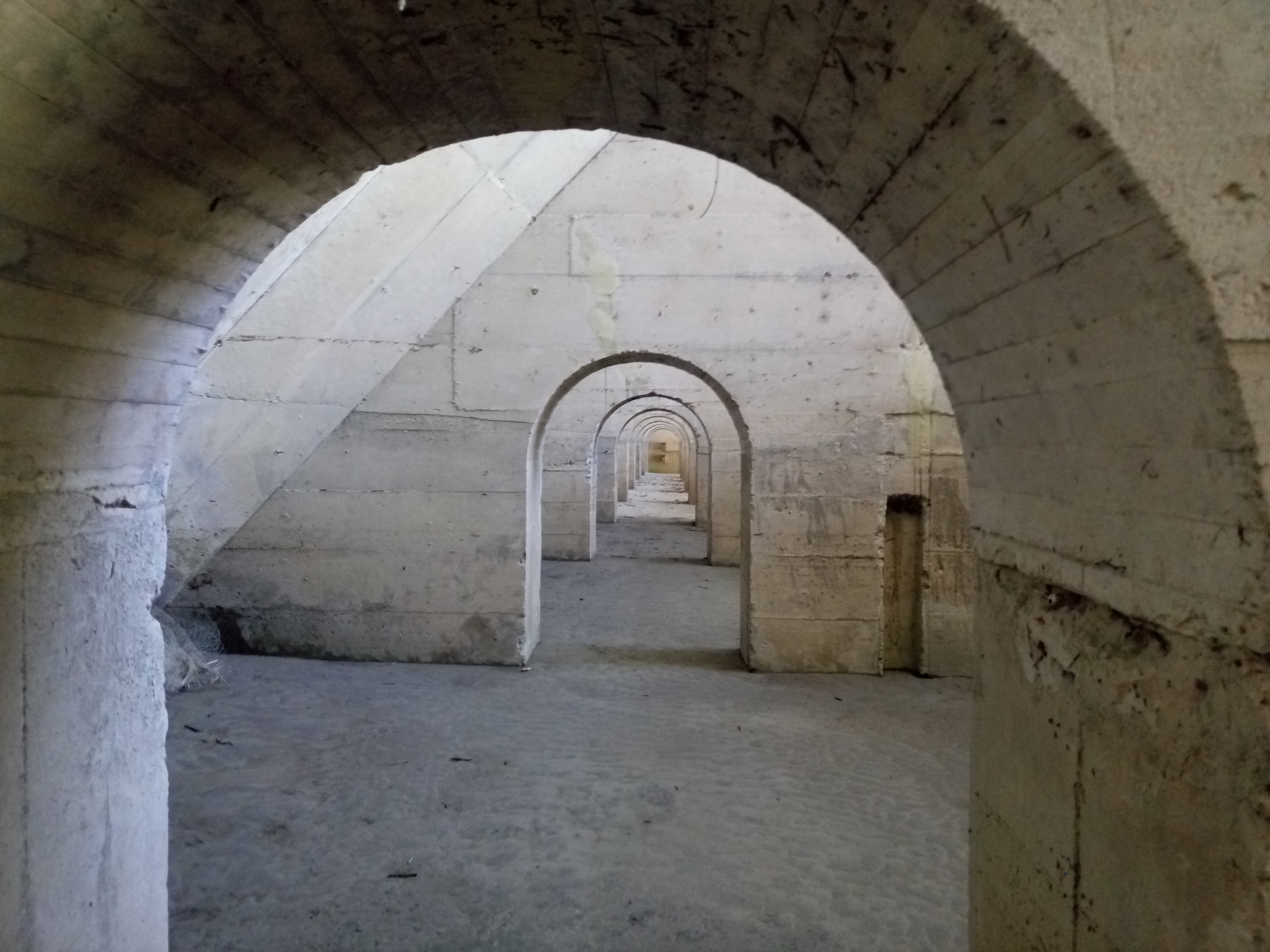
烏山嶺引水隧道 舊線 東口進水口閘門維修人員孔道
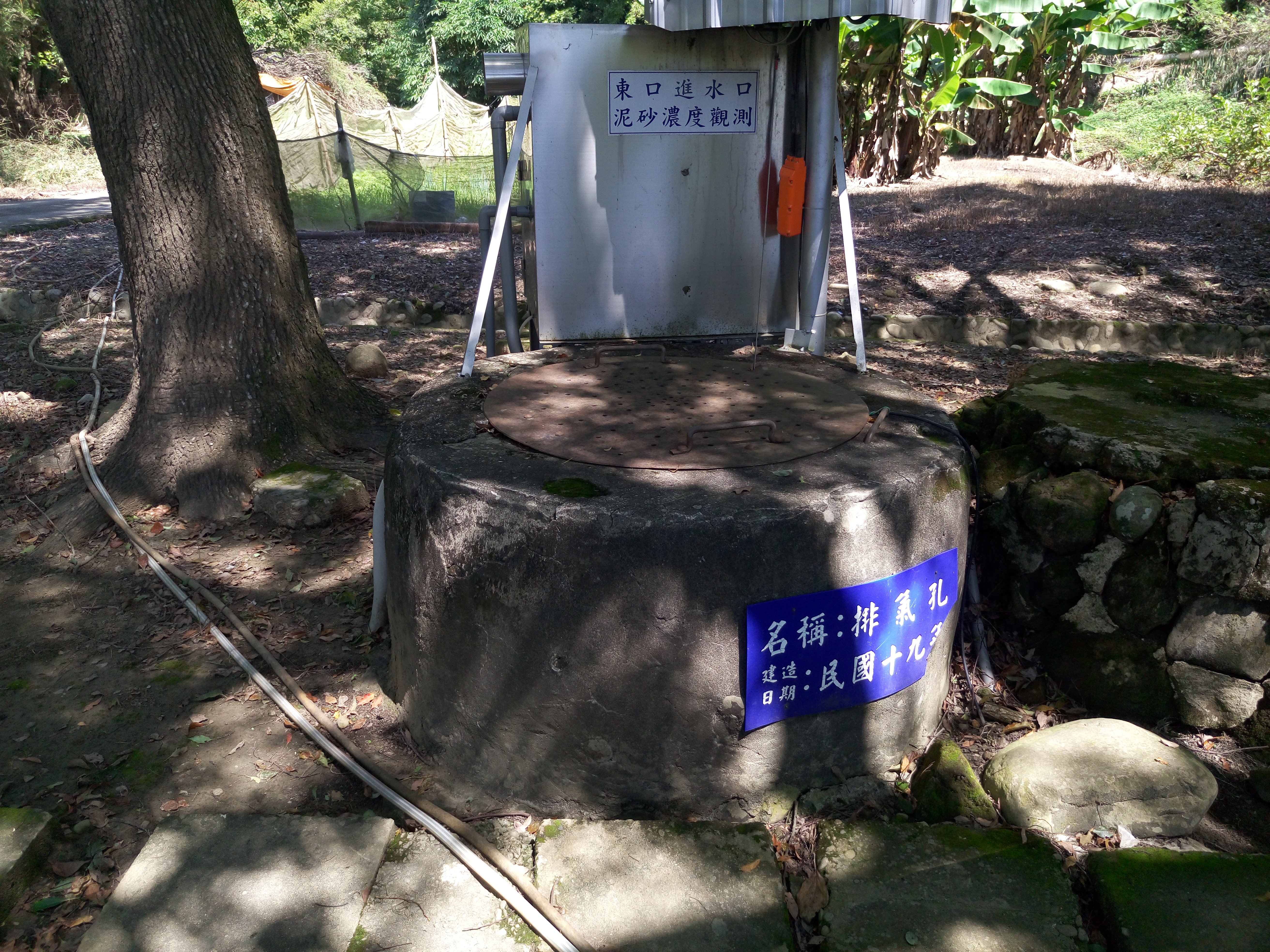
烏山嶺引水隧道 舊線 東口進水口日治時期興建之排氣孔
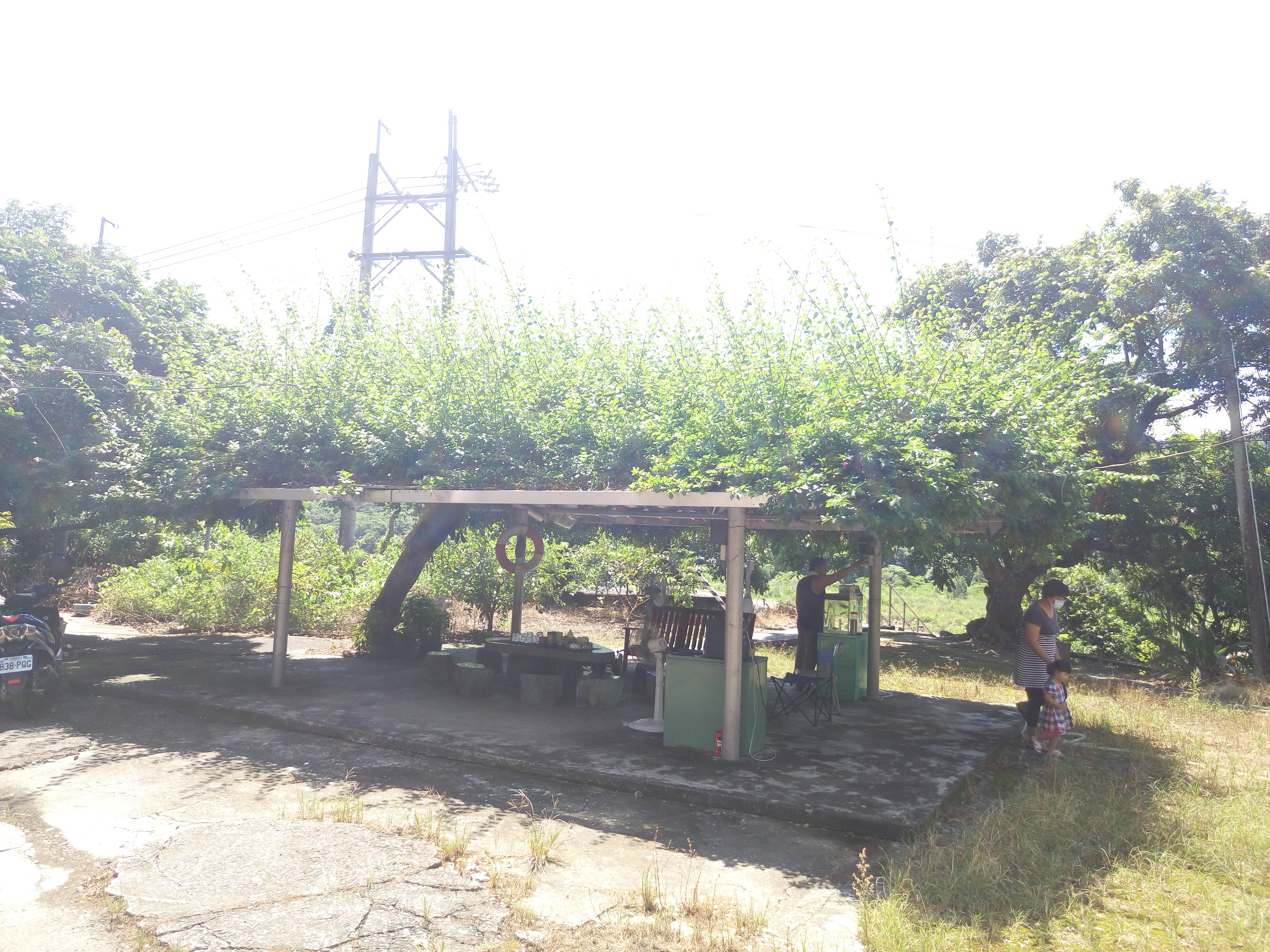
烏山嶺引水隧道 東口工作站 日治時期種植之九重葛

## 資料來源
1. ↑  嘉南水利會. . 農田水利入口網. 2015-04  [2016-06-23].[]
2. 1 2 3 4 5  . 環境資訊中心. 2012-02-08  [2016-06-23]. （原始内容存档于2015-06-23）.
3. 1 2  . 文化部文化資產局. 2009-10-05  [2016-06-23].[永久]
4. 1 2 3 4 5 6  . 台南縣新嘉國小. 2007  [2016-06-23]. （原始内容存档于2016-04-03）.
5. 1 2 3  洪敏隆. . 蘋果日報. 2015-04-16  [2016-06-23]. （原始内容存档于2015-04-20）.
6. 1 2  林忠平. . 財團法人俊逸文教基金會. 2012-02-02  [2016-06-23].
7. ↑  吳俊鋒. . 自由時報. 2021-11-03. （原始内容存档于2022-04-01）.
8. ↑  . 台灣省嘉南農田水利會. 2011-03  [2016-06-23].[永久]
9. 1 2  楊明風.  (PDF). 中興工程. 2012-04  [2016-06-27].